# 劫獄救援
《劫獄救援》（英語：Ida Red）是一部2021年美國犯罪劇情電影，由約翰·斯瓦布執導與編劇，喬許·哈奈特、法蘭克·葛里洛和梅莉莎·李歐主演。

## 角色
- 梅莉莎·李歐 飾 Ida "Red" Walker[2]
- 喬許·哈奈特 飾 Wyatt Walker[2]
- 法蘭克·葛里洛 飾 Dallas Walker[3]
- 索菲亞·胡布利茨（英语：Sofia Hublitz） 飾 Darla Walker[2]
- 馬克·布恩·朱尼爾（英语：Mark Boone Junior） 飾 Benson Drummond[2]
- 黛博拉·安·霍爾 飾 Jeanie Walker[2]
- 喬治卡·羅爾（英语：Slaine (rapper)） 飾 Bodie Collier[3]
- 威廉·佛塞 飾 Lawrence Twilley[2]
- 博·納普 飾 Jay[4]
- Nicholas Cirillo 飾 Petey[5]

## 製作
主要拍攝於2020年8月到9月在奧克拉荷馬州塔爾薩。

## 發行
《劫獄救援》於2021年8月11日在洛盧卡諾影展上首映。電影也於2021年8月在幻想曲國際電影節上在北美首映。在此之前，薩班資本集團獲得了這部電影的發行權。

## 外部連結
- 互联网电影数据库（IMDb）上《劫獄救援》的资料（英文）